# Jean-Frédéric Bernard
Pour les articles homonymes, voir Bernard.
Jean-Frédéric Bernard, libraire d'Amsterdam, né vers 1680, mort le 27 juin 1744, est un écrivain français.

## Biographie
Réfugié français, originaire de Provence, il s'intitule facteur de la société des libraires de Genève à Amsterdam de 1705 à 1711. Il est l'auteur de traductions, d'éditions critiques, ainsi que d'ouvrages historiques et littéraires.
Son Recueil de voyages au Nord marque le début de la critique scientifique en matière de faits géographiques. Il interroge alors les légendes précédentes et demande des examens approfondis des récits géographiques précédents.

## Publications
- Recueil de voyages au Nord, 1715-1738, 10 volumes in-12
- Cérémonies et coutumes religieuses de tous les peuples représésentés par des figures dessinées par Bernard Picart, 1723-1743, 9 volumes in-folio
- Superstitions anciennes et modernes, préjugés vulgaires qui ont induit les peuples à des usages et à des pratiques contraires à la religion, 1733-1736 ; ouvrage reproduit avec quelques modifications par Bannier, Paris, 1741 et réimprimés avec additions, par Claude Prudhomme en 13 volumes in-folio, 1807-1810.

## Pour approfondir